# Nazionale femminile di calcio della Costa Rica
La nazionale di calcio femminile della Costa Rica è la rappresentativa calcistica femminile internazionale della Costa Rica, gestita dalla locale federazione calcistica (FEDEFUTBOL).
In base alla classifica emessa dalla FIFA il 15 marzo 2024, la nazionale femminile occupa il 44º posto del FIFA/Coca-Cola Women's World Ranking.
Come membro della CONCACAF partecipa ai tornei di calcio internazionali, tra i quali il Campionato mondiale FIFA, la CONCACAF Women's Championship, i Giochi olimpici estivi, i Giochi panamericani e i tornei a invito.

## Storia
La nazionale costaricana giocò la sua prima partita ufficiale il 16 aprile 1991 in occasione dell'esordio nella prima edizione della CONCACAF Women's Championship, perdendo 6-0 contro il Canada. Pochi giorni dopo ottenne la sua prima vittoria, 2-1 sulla Giamaica, venendo, però, eliminata dalla manifestazione. Dopo aver saltato le due edizioni successive, giunse il terzo posto nell'edizione 1998, raggiunto dopo la vittoria sul Guatemala nella finalina. Nell'anno successivo la Costa Rica conquistò la medaglia di bronzo al torneo femminile dei XIII Giochi panamericani, sconfiggendo il Canada dopo i tiri di rigore. Negli anni successivi arrivarono due quarti posti in Gold Cup, nel 2002 e nel 2010, dopo aver perso le finali per il terzo posto contro il Messico e gli Stati Uniti, rispettivamente.
Alla CONCACAF Women's Championship 2014 la Costa Rica raggiunse la finale per la prima volta nella sua storia, venendo sconfitta 6-0 dagli Stati Uniti, ma il solo raggiungimento della finale valse la qualificazione alla fase finale del campionato mondiale. Al Mondiale 2015, organizzato in Canada, la nazionale costaricana venne sorteggiata nel gruppo E assieme a Brasile, Corea del Sud e Spagna. La partita d'esordio contro la nazionale spagnola, anch'ella debuttante nella fase finale, si concluse con un pareggio per 1-1; Raquel Rodríguez mise a segno la rete del pareggio un minuto dopo l'iniziale svantaggio. Dopo un altro pareggio, questa volta contro le sudcoreane per 2-2, raggiunto a un minuto dal termine della sfida, nella terza partita arrivò la sconfitta per 0-1 contro le brasiliane, che sancì l'eliminazione delle costaricane dalla manifestazione iridata.
Nel 2019 venne vinta la medaglia di bronzo ai XVIII Giochi panamericani, dopo aver superato nella finale per il terzo posto il Paraguay. Nonostante il quarto posto al termine della CONCACAF Women's Championship 2022, avendo perso prima la semifinale contro gli Stati Uniti e poi la finale per il terzo posto contro la Giamaica dopo i tempi supplementari, la Costa Rica ha conquistato l'accesso alla fase finale del campionato mondiale 2023, che segna la seconda partecipazione al torneo.

## Partecipazione ai tornei internazionali
Legenda: Grassetto: Risultato migliore, Corsivo: Mancate partecipazioni

## Palmarès
- Giochi panamericani: 2

1999, 2019

## Tutte le rose

### Campionato mondiale
Coppa del Mondo FIFA 20151 Díaz, 2 Guillén, 3 Valenciano, 4 Benavidez, 5 Sáenz, 6 C. Sánchez, 7 Herrera, 8 D. Cruz, 9 C. Venegas, 10 S. Cruz, 11 R. Rodríguez, 12 L. Rodríguez, 13 Bermúdez, 14 Barrantes, 15 Granados, 16 Alvarado, 17 K. Villalobos, 18 Arroyo, 19 F. Sánchez, 20 Acosta, 21 A. Venegas, 22 Coto, 23 G. Villalobos, CT: Valverde
Coppa del Mondo FIFA 20231 Pérez, 2 Guillén, 3 Coto, 4 Benavides, 5 del Campo, 6 Sánchez, 7 Herrera, 8 Campos, 9 Salas, 10 G. Villalobos, 11 R. Rodríguez, 12 Elizondo, 13 Valenciano, 14 Chinchilla, 15 Granados, 16 Alvarado, 17 Varela, 18 Tapia, 19 Pinell, 20 F. Villalobos, 21 Scott, 22 Estrada, 23 Solera, CT: Valverde

### CONCACAF Women's Championship
CONCACAF Women's Championship 20141 Díaz, 2 Guillén, 3 Ugalde, 4 Benavides, 5 Sáenz, 6 C. Sánchez, 7 Villalobos, 8 D. Cruz, 9 Venegas, 10 S. Cruz, 11 R. Rodríguez, 12 L. Rodríguez, 13 Bermúdez, 14 Y. Rodríguez, 15 Granados, 16 Alvarado, 17 Herrera, 18 Arroyo, 19 F. Sánchez, 20 Acosta, CT: Avedissian
CONCACAF Women's Championship 20181 Bermúdez, 2 Guillén, 3 Chinchilla, 4 Benavides, 5 Campos, 6 C. Sánchez, 7 Herrera, 8 D. Cruz, 9 G. Villalobos, 10 S. Cruz, 11 R. Rodríguez, 12 L. Rodriguez, 13 F. Villalobos, 14 Barrantes, 15 Granados, 16 Alvarado, 17 M. Salas, 18 Solera, 19 F. Sánchez, 20 Acosta, 23 Y. Salas, CT: Valverde
CONCACAF Women's Championship 20221 Bermúdez, 2 Guillén, 3 Coto, 4 Benavides, 5 del Campo, 6 Sánchez, 7 Herrera, 8 D. Cruz, 9 Venegas, 10 S. Cruz, 11 R. Rodríguez, 12 L. Rodríguez, 13 Valenciano, 14 P. Chinchilla, 15 Granados, 16 Alvarado, 17 Montero, 18 Tapia, 19 Salas, 20 Villalobos, 21 V. Chinchilla, 22 Sandí, 23 Solera, CT: Valverde

## Rosa
Lista delle 23 giocatrici convocate dalla selezionatrice Amelia Valverde per il campionato mondiale 2023 in programma dal 20 luglio al 20 agosto 2023.
| N. | Pos. | Giocatore            | Data nascita (età)         | Pres. | Reti | Squadra           |
| -- | ---- | -------------------- | -------------------------- | ----- | ---- | ----------------- |
| 1  | P    | Génesis Pérez        | 4 maggio 2005 (18 anni)    |       |      | UCF Knights       |
| 2  | D    | Gabriela Guillén     | 1º marzo 1992 (31 anni)    |       |      | Alajuelense       |
| 3  | D    | María Coto           | 2 marzo 1998 (25 anni)     |       |      | Alajuelense       |
| 4  | D    | Mariana Benavides    | 26 dicembre 1994 (28 anni) |       |      | Saprissa          |
| 5  | D    | Valeria del Campo    | 15 febbraio 2000 (23 anni) |       |      | Monterrey         |
| 6  | D    | Carol Sánchez        | 16 aprile 1986 (37 anni)   |       |      | Sporting San José |
| 7  | C    | Melissa Herrera      | 10 ottobre 1996 (26 anni)  |       |      | Bordeaux          |
| 8  | C    | Mariela Campos       | 4 gennaio 1991 (32 anni)   |       |      | Saprissa          |
| 9  | A    | María Paula Salas    | 12 luglio 2002 (21 anni)   |       |      | Monterrey         |
| 10 | C    | Gloriana Villalobos  | 20 agosto 1999 (23 anni)   |       |      | Saprissa          |
| 11 | C    | Raquel Rodríguez     | 28 ottobre 1993 (29 anni)  |       |      | Portland Thorns   |
| 12 | D    | María Paula Elizondo | 30 novembre 1998 (24 anni) |       |      | Saprissa          |
| 13 | C    | Emilie Valenciano    | 15 febbraio 1997 (26 anni) |       |      | Asheville City    |
| 14 | A    | Priscila Chinchilla  | 11 luglio 2001 (22 anni)   |       |      | Glasgow City      |
| 15 | C    | Cristin Granados     | 19 agosto 1989 (33 anni)   |       |      | Sporting San José |
| 16 | C    | Katherine Alvarado   | 11 aprile 1991 (32 anni)   |       |      | Saprissa          |
| 17 | A    | Sofía Varela         | 28 marzo 1998 (25 anni)    |       |      | Santos Laguna     |
| 18 | P    | Priscilla Tapia      | 2 maggio 1991 (32 anni)    |       |      | Saprissa          |
| 19 | C    | Alexandra Pinell     | 18 ottobre 2002 (20 anni)  |       |      | Alajuelense       |
| 20 | D    | Fabiola Villalobos   | 13 marzo 1998 (25 anni)    |       |      | Alajuelense       |
| 21 | C    | Sheika Scott         | 22 ottobre 2006 (16 anni)  |       |      | Alajuelense       |
| 22 | A    | Catalina Estrada     | 11 ottobre 1998 (24 anni)  |       |      | Saprissa          |
| 23 | P    | Daniela Solera       | 21 luglio 1997 (25 anni)   |       |      | Sporting San José |